# Drosophila atalaia
Drosophila atalaia este o specie de muște din genul Drosophila, familia Drosophilidae, descrisă de Vilela și Sene în anul 1982. Conform Catalogue of Life specia Drosophila atalaia nu are subspecii cunoscute.